# Jean L'Espervier
Jean L'Espervier (mort en 1486) est un ecclésiastique breton qui fut évêque de Saint-Brieuc en 1450 et  évêque de Saint-Malo de 1450 à 1486. Il est chancelier de Bretagne vers 1439 jusqu'en 1445 puis président de la Chambre des comptes entre 1477 et 1478.

## Biographie
Jean L'Espervier ou Lespervier est issu d'une famille noble qui possédait Launay en Chantenay et le Plessis-Raffray en Domagné. Il devient protonotaire apostolique, trésorier de Nantes et aumônier du duc François Ier de Bretagne.

### Les transferts de 1450
Après la mort de l'évêque  de Rennes Robert de La Rivière le 18 mars 1450 la Pape Nicolas V accepte à la demande du duc François Ier de transférer Jacques d'Espinay conseiller et candidat du duc de Saint-Malo (où il avait été nommé en janvier 1450) à Rennes. Le siège de Saint-Malo devenu vacant est attribué à Jean Prigent lui-même transféré de Saint-Brieuc (25 avril 1450) et cet évêché est donné à Jean L'Espervier. La mise en œuvre de ce mouvement soulève des difficultés car le transfert à Rennes de Jacques d'Espinay se heurte à l'élection de Jean de Coëtquis par le chapitre de Chanoines. 
Par ailleurs après la mort du duc François Ier son frère et successeur Pierre II de Bretagne a de très fortes préventions contre les favoris de son prédécesseur et particulièrement Jacques d'Espinay qu'il soupçonne d'être impliqués dans le meurtre de Gilles de Bretagne. L'évêque de Vannes Jean Validire étant mort cela incite le pape Nicolas V à organiser deux nouveaux transferts: Jean Prigent est transféré de Saint-Malo à Vannes (27 juillet 1450) et Jean l'Epervier est lui-même transféré à Saint-Malo le 15 juillet 1450 pendant que Saint-Brieuc revient à un certain Jacques de Pencoëdic. Une nouvelle fois ce chassé croisé est mis en en échec par les chanoines de Vannes qui élisent comme évêque Yves de Pontsal (27 août 1450). Jean Prigent accepte de transiger et revient à Saint-Brieuc libéré par l'éviction de Jacques de Pencoëdic et Jean L'Espervier est confirmé comme évêque de Saint-Malo après la renonciation de Jacques d'Espinay.

### Épiscopat
Jean Lespervier est finalement admis à prêter serment au pape comme évêque de Saint-Malo le 15 janvier 1451. Deux ans plus tard il est chargé par le pape d'instruire le procès en canonisation de Vincent Ferrier qui  permet sa reconnaissance comme bienheureux. Il publie des règlements synodaux pour son diocèse et le duc François II de Bretagne l'envoie comme ambassadeur auprès du roi Édouard IV d'Angleterre. 
C'est Jean L'Espervier qui permit aux cordeliers de Saint-Malo d'établir en 1469 un couvent sur l'île de Cézembre. Jean L'Epervier meurt en 1486 en un lieu inconnu et à une date indéterminée.

## Héraldique
Blason de la famille de L'Espervier : D'azur, au sautoir engrêlé d'or, cantonné de quatre besant de même

## Sources
- François Tuloup, Saint-Malo : Histoire religieuse, Paris, Éditions Klincksieck, 1975, p. 55-56.
- (en) Catholic Hierachy.org « Bishop: Jean L'Espervier ».